# Coppa del Mondo di slittino su pista naturale 2012
La Coppa del Mondo di slittino su pista naturale 2011-12, ventesima edizione della manifestazione organizzata dalla Federazione Internazionale Slittino, ebbe inizio il 6 gennaio 2012 a Chiusa, in Italia e si concluse il 4 marzo 2012 a Umhausen, in Austria. Furono disputate diciotto gare, sei nel singolo uomini, nel singolo donne e nel doppio in sei differenti località.
Nel corso della stagione si tennero anche i campionati europei a Novoural'sk, in Russia, competizione valida anche ai fini della Coppa del Mondo.

## Risultati
| Data             | Località     | Nazione  | Specialità       | Primi classificati                    | Secondi classificati                    | Terzi classificati                          |
| ---------------- | ------------ | -------- | ---------------- | ------------------------------------- | --------------------------------------- | ------------------------------------------- |
| 8 gennaio 2012   | Chiusa       | Italia   | Donne – Singolo  | Ekaterina Lavrent'eva Russia          | Renate Gietl Italia                     | Melanie Schwarz Italia                      |
| 8 gennaio 2012   | Chiusa       | Italia   | Uomini – Singolo | Patrick Pigneter Italia               | Alex Gruber Italia                      | Rudi Resch Italia                           |
| 7 gennaio 2012   | Chiusa       | Italia   | Doppio           | Patrick Pigneter Florian Clara Italia | Pavel Poršnev Ivan Lazarev Russia       | Christian Schatz Gerhard Mühlbacher Austria |
| 15 gennaio 2012  | Valdaora     | Italia   | Donne – Singolo  | Ekaterina Lavrent'eva Russia          | Renate Gietl Italia                     | Evelin Lanthaler Italia                     |
| 15 gennaio 2012  | Valdaora     | Italia   | Uomini – Singolo | Patrick Pigneter Italia               | Hannes Clara Italia                     | Stanislav Kovšik Russia                     |
| 14 gennaio 2012  | Valdaora     | Italia   | Doppio           | Pavel Poršnev Ivan Lazarev Russia     | Patrick Pigneter Florian Clara Italia   | Christian Schatz Gerhard Mühlbacher Austria |
| 22 gennaio 2012  | Železniki    | Slovenia | Donne – Singolo  | Ekaterina Lavrent'eva Russia          | Renate Gietl Italia                     | Melanie Batkowski Austria                   |
| 22 gennaio 2012  | Železniki    | Slovenia | Uomini – Singolo | Patrick Pigneter Italia               | Hannes Clara Italia                     | Rudi Resch Italia                           |
| 21 gennaio 2012  | Železniki    | Slovenia | Doppio           | Pavel Poršnev Ivan Lazarev Russia     | Patrick Pigneter Florian Clara Italia   | Christian Schatz Gerhard Mühlbacher Austria |
| 29 gennaio 2012  | Nova Ponente | Italia   | Donne – Singolo  | Ekaterina Lavrent'eva Russia          | Renate Gietl Italia                     | Evelin Lanthaler Italia                     |
| 29 gennaio 2012  | Nova Ponente | Italia   | Uomini – Singolo | Patrick Pigneter Italia               | Hannes Clara Italia                     | Michael Scheikl Austria                     |
| 29 gennaio 2012  | Nova Ponente | Italia   | Doppio           | Patrick Pigneter Florian Clara Italia | Pavel Poršnev Ivan Lazarev Russia       | Christian Schatz Gerhard Mühlbacher Austria |
| 16 febbraio 2012 | Novoural'sk  | Russia   | Donne – Singolo  | Ekaterina Lavrent'eva Russia          | Melanie Batkowski Austria               | Renate Gietl Italia                         |
| 16 febbraio 2012 | Novoural'sk  | Russia   | Uomini – Singolo | Patrick Pigneter Italia               | Hannes Clara Italia                     | Michael Scheikl Austria                     |
| 16 febbraio 2012 | Novoural'sk  | Russia   | Doppio           | Pavel Poršnev Ivan Lazarev Russia     | Christian Schopf Andreas Schopf Austria | Patrick Pigneter Florian Clara Italia       |
| 2 marzo 2012     | Umhausen     | Austria  | Donne – Singolo  | Ekaterina Lavrent'eva Russia          | Melanie Batkowski Austria               | Renate Gietl Italia                         |
| 2 marzo 2012     | Umhausen     | Austria  | Uomini – Singolo | Patrick Pigneter Italia               | Hannes Clara Italia                     | Alex Gruber Italia                          |
| 1º marzo 2012    | Umhausen     | Austria  | Doppio           | Pavel Poršnev Ivan Lazarev Russia     | Patrick Pigneter Florian Clara Italia   | Björn Kierspel Christian Wichan Germania    |

## Classifiche

### Singolo uomini
| Pos. | Nome                | Nazione | LAT | VAL | ZEL | NPO | NOV | UMH | Totale |
| ---- | ------------------- | ------- | --- | --- | --- | --- | --- | --- | ------ |
| 1    | Patrick Pigneter    | Italia  | 1   | 1   | 1   | 1   | 1   | 1   | 600    |
| 2    | Hannes Clara        | Italia  | -   | 2   | 2   | 2   | 2   | 2   | 425    |
| 3    | Alex Gruber         | Italia  | 2   | 4   | 8   | 4   | 7   | 3   | 363    |
| 4    | Michael Scheikl     | Austria | 4   | 7   | 4   | 3   | 3   | 9   | 345    |
| 5    | Rudi Resch          | Italia  | 3   | 10  | 3   | -   | 8   | 17  | 242    |
| 6    | Robert Batkowski    | Austria | 6   | 13  | 7   | 11  | 16  | 5   | 240    |
| 7    | Stanislav Kovšik    | Russia  | 9   | 3   | 16  | 18  | 9   | 12  | 228    |
| 8    | Gernot Schwab       | Austria | 10  | 12  | 6   | 15  | 12  | 6   | 226    |
| 9    | Thomas Kammerlander | Austria | 7   | 17  | 10  | 6   | 17  | 8   | 222    |
| 10   | Jurij Talich        | Russia  | 11  | 8   | 12  | 12  | 6   | 13  | 220    |

### Singolo donne
| Pos. | Nome                  | Nazione  | LAT | VAL | ZEL | NPO | NOV | UMH | Totale |
| ---- | --------------------- | -------- | --- | --- | --- | --- | --- | --- | ------ |
| 1    | Ekaterina Lavrent'eva | Russia   | 1   | 1   | 1   | 1   | 1   | 1   | 600    |
| 2    | Renate Gietl          | Italia   | 2   | 2   | 2   | 2   | 3   | 3   | 480    |
| 3    | Melanie Schwarz       | Italia   | 3   | 4   | 4   | 4   | 4   | -   | 310    |
| 4    | Melanie Batkowski     | Austria  | -   | -   | 3   | 5   | 2   | 2   | 295    |
| 5    | Tina Unterberger      | Austria  | 5   | 9   | 7   | 7   | 7   | 8   | 274    |
| 6    | Evelin Lanthaler      | Italia   | 0   | 3   | 6   | 3   | 5   | -   | 245    |
| 7    | Ljudmila Arsenenko    | Russia   | 8   | 7   | 11  | 9   | 6   | 13  | 241    |
| 8    | Veronika Nachmann     | Germania | 12  | 11  | 9   | 11  | 9   | 5   | 233    |
| 9    | Marlies Wagner        | Austria  | 7   | 10  | 8   | 10  | 11  | 10  | 230    |
| 10   | Michaela Maurer       | Germania | 9   | 5   | -   | 8   | -   | 7   | 182    |

### Doppio
| Pos. | Nome                                | Nazione  | LAT | VAL | ZEL | NPO | NOV | UMH | Totale |
| ---- | ----------------------------------- | -------- | --- | --- | --- | --- | --- | --- | ------ |
| 1    | Pavel Poršnev Ivan Lazarev          | Russia   | 2   | 1   | 1   | 2   | 1   | 1   | 570    |
| 2    | Patrick Pigneter Florian Clara      | Italia   | 1   | 2   | 2   | 1   | 3   | 2   | 525    |
| 3    | Christian Schatz Gerhard Mühlbacher | Austria  | 3   | 3   | 3   | 3   | 4   | 7   | 386    |
| 4    | Christian Schopf Andreas Schopf     | Austria  | 4   | 8   | 4   | 7   | 2   | 5   | 348    |
| 5    | Andrzej Laszczak Damian Waniczek    | Polonia  | 5   | 4   | 5   | 5   | 7   | 9   | 310    |
| 6    | Björn Kierspel Christian Wichan     | Germania | 7   | 5   | 8   | 8   | 6   | 3   | 305    |
| 7    | Hannes Clara Stefan Gruber          | Italia   | 8   | 6   | 10  | 9   | 8   | 6   | 259    |
| 8    | Stanislav Kovšik Ivan Rodin         | Russia   | 9   | 11  | 7   | 10  | 10  | 8   | 233    |
| 9    | Aleksandr Egorov Pëtr Popov         | Russia   | 10  | 10  | 9   | 6   | 5   | -   | 216    |
| 10   | Thomas Schopf Andreas Schöpf        | Austria  | 6   | 7   | 6   | 4   | -   | -   | 206    |

### Coppa nazioni
| Pos. | Nazione  | LAT | VAL | ZEL | NPO | NOV | UMH | Totale |
| ---- | -------- | --- | --- | --- | --- | --- | --- | ------ |
| 1    | Italia   | 789 | 828 | 724 | 723 | 664 | 765 | 4493   |
| 2    | Austria  | 597 | 524 | 649 | 616 | 625 | 590 | 3601   |
| 3    | Russia   | 437 | 488 | 401 | 386 | 522 | 390 | 2624   |
| 4    | Germania | 264 | 212 | 139 | 253 | 215 | 307 | 1390   |
| 5    | Polonia  | 119 | 133 | 127 | 176 | 121 | 122 | 798    |
| 6    | Slovenia | 67  | 63  | 113 | 65  | 71  | 112 | 491    |
| 7    | Bulgaria | 77  | 107 | 103 | 79  | -   | -   | 366    |
| 8    | Ucraina  | 74  | 66  | 61  | 56  | 63  | 18  | 338    |
| 9    | Romania  | 54  | 25  | 15  | 49  | -   | -   | 143    |
| 10   | Canada   | -   | 45  | 38  | 50  | -   | -   | 133    |